# Лензбург (Илиноис)
Лензбург (енгл. Lenzburg) град је у америчкој савезној држави Илиноис.

## Демографија
По попису из 2010. године број становника је 521, што је 56 (-9,7%) становника мање него 2000. године.
| Група             | 2000.       | 2010.       |
| Белци             | 569 (98,6%) | 505 (96,9%) |
| Афроамериканци    | 0 (0,0%)    | 3 (0,6%)    |
| Азијати           | 1 (0,2%)    | 0 (0,0%)    |
| Хиспаноамериканци | 4 (0,7%)    | 6 (1,2%)    |
| Укупно            | 577         | 521         |